# Llista d'asteroides/198101-198200
| Nom      | Designació provisional | Data de descobriment   | Lloc de descobriment | Descobridor/s             |
| -------- | ---------------------- | ---------------------- | -------------------- | ------------------------- |
| 198101 - | 2004 SJ44              | 18 de setembre de 2004 | Socorro              | LINEAR                    |
| 198102 - | 2004 SX47              | 18 de setembre de 2004 | Socorro              | LINEAR                    |
| 198103 - | 2004 SZ48              | 21 de setembre de 2004 | Socorro              | LINEAR                    |
| 198104 - | 2004 SO49              | 21 de setembre de 2004 | Socorro              | LINEAR                    |
| 198105 - | 2004 SS50              | 22 de setembre de 2004 | Kitt Peak            | Spacewatch                |
| 198106 - | 2004 SH51              | 22 de setembre de 2004 | Kitt Peak            | Spacewatch                |
| 198107 - | 2004 SG52              | 18 de setembre de 2004 | Socorro              | LINEAR                    |
| 198108 - | 2004 SU53              | 22 de setembre de 2004 | Socorro              | LINEAR                    |
| 198109 - | 2004 SY54              | 22 de setembre de 2004 | Socorro              | LINEAR                    |
| 198110 - | 2004 SD56              | 17 de setembre de 2004 | Wrightwood           | J. W. Young               |
| 198111 - | 2004 SZ56              | 16 de setembre de 2004 | Anderson Mesa        | LONEOS                    |
| 198112 - | 2004 TM1               | 4 d'octubre de 2004    | Kitt Peak            | Spacewatch                |
| 198113 - | 2004 TY1               | 4 d'octubre de 2004    | Kitt Peak            | Spacewatch                |
| 198114 - | 2004 TQ2               | 4 d'octubre de 2004    | Kitt Peak            | Spacewatch                |
| 198115 - | 2004 TV2               | 4 d'octubre de 2004    | Kitt Peak            | Spacewatch                |
| 198116 - | 2004 TJ4               | 4 d'octubre de 2004    | Kitt Peak            | Spacewatch                |
| 198117 - | 2004 TF5               | 4 d'octubre de 2004    | Kitt Peak            | Spacewatch                |
| 198118 - | 2004 TJ6               | 2 d'octubre de 2004    | Palomar              | NEAT                      |
| 198119 - | 2004 TX8               | 4 d'octubre de 2004    | Anderson Mesa        | LONEOS                    |
| 198120 - | 2004 TZ11              | 5 d'octubre de 2004    | Goodricke-Pigott     | R. A. Tucker              |
| 198121 - | 2004 TM12              | 7 d'octubre de 2004    | Socorro              | LINEAR                    |
| 198122 - | 2004 TY14              | 9 d'octubre de 2004    | Goodricke-Pigott     | R. A. Tucker              |
| 198123 - | 2004 TB15              | 4 d'octubre de 2004    | Kitt Peak            | Spacewatch                |
| 198124 - | 2004 TT15              | 11 d'octubre de 2004   | Kitt Peak            | Spacewatch                |
| 198125 - | 2004 TV17              | 12 d'octubre de 2004   | Moletai              | K. Černis, J. Zdanavičius |
| 198126 - | 2004 TS18              | 14 d'octubre de 2004   | Goodricke-Pigott     | R. A. Tucker              |
| 198127 - | 2004 TE23              | 4 d'octubre de 2004    | Kitt Peak            | Spacewatch                |
| 198128 - | 2004 TS25              | 4 d'octubre de 2004    | Kitt Peak            | Spacewatch                |
| 198129 - | 2004 TG28              | 4 d'octubre de 2004    | Kitt Peak            | Spacewatch                |
| 198130 - | 2004 TZ30              | 4 d'octubre de 2004    | Anderson Mesa        | LONEOS                    |
| 198131 - | 2004 TS31              | 4 d'octubre de 2004    | Anderson Mesa        | LONEOS                    |
| 198132 - | 2004 TQ32              | 4 d'octubre de 2004    | Kitt Peak            | Spacewatch                |
| 198133 - | 2004 TX33              | 4 d'octubre de 2004    | Anderson Mesa        | LONEOS                    |
| 198134 - | 2004 TT34              | 4 d'octubre de 2004    | Anderson Mesa        | LONEOS                    |
| 198135 - | 2004 TK35              | 4 d'octubre de 2004    | Kitt Peak            | Spacewatch                |
| 198136 - | 2004 TX35              | 4 d'octubre de 2004    | Kitt Peak            | Spacewatch                |
| 198137 - | 2004 TT36              | 4 d'octubre de 2004    | Kitt Peak            | Spacewatch                |
| 198138 - | 2004 TW37              | 4 d'octubre de 2004    | Kitt Peak            | Spacewatch                |
| 198139 - | 2004 TT38              | 4 d'octubre de 2004    | Kitt Peak            | Spacewatch                |
| 198140 - | 2004 TB39              | 4 d'octubre de 2004    | Kitt Peak            | Spacewatch                |
| 198141 - | 2004 TB40              | 4 d'octubre de 2004    | Kitt Peak            | Spacewatch                |
| 198142 - | 2004 TF42              | 4 d'octubre de 2004    | Kitt Peak            | Spacewatch                |
| 198143 - | 2004 TA46              | 4 d'octubre de 2004    | Kitt Peak            | Spacewatch                |
| 198144 - | 2004 TK46              | 4 d'octubre de 2004    | Kitt Peak            | Spacewatch                |
| 198145 - | 2004 TC48              | 4 d'octubre de 2004    | Kitt Peak            | Spacewatch                |
| 198146 - | 2004 TE50              | 4 d'octubre de 2004    | Kitt Peak            | Spacewatch                |
| 198147 - | 2004 TR51              | 4 d'octubre de 2004    | Kitt Peak            | Spacewatch                |
| 198148 - | 2004 TY52              | 4 d'octubre de 2004    | Kitt Peak            | Spacewatch                |
| 198149 - | 2004 TL53              | 4 d'octubre de 2004    | Kitt Peak            | Spacewatch                |
| 198150 - | 2004 TM53              | 4 d'octubre de 2004    | Kitt Peak            | Spacewatch                |
| 198151 - | 2004 TN53              | 4 d'octubre de 2004    | Kitt Peak            | Spacewatch                |
| 198152 - | 2004 TY53              | 4 d'octubre de 2004    | Kitt Peak            | Spacewatch                |
| 198153 - | 2004 TD55              | 4 d'octubre de 2004    | Kitt Peak            | Spacewatch                |
| 198154 - | 2004 TJ55              | 4 d'octubre de 2004    | Kitt Peak            | Spacewatch                |
| 198155 - | 2004 TD61              | 5 d'octubre de 2004    | Anderson Mesa        | LONEOS                    |
| 198156 - | 2004 TB66              | 5 d'octubre de 2004    | Anderson Mesa        | LONEOS                    |
| 198157 - | 2004 TM66              | 5 d'octubre de 2004    | Anderson Mesa        | LONEOS                    |
| 198158 - | 2004 TP69              | 5 d'octubre de 2004    | Anderson Mesa        | LONEOS                    |
| 198159 - | 2004 TA71              | 6 d'octubre de 2004    | Kitt Peak            | Spacewatch                |
| 198160 - | 2004 TR71              | 6 d'octubre de 2004    | Kitt Peak            | Spacewatch                |
| 198161 - | 2004 TR72              | 6 d'octubre de 2004    | Kitt Peak            | Spacewatch                |
| 198162 - | 2004 TG73              | 6 d'octubre de 2004    | Kitt Peak            | Spacewatch                |
| 198163 - | 2004 TS73              | 6 d'octubre de 2004    | Kitt Peak            | Spacewatch                |
| 198164 - | 2004 TZ73              | 6 d'octubre de 2004    | Kitt Peak            | Spacewatch                |
| 198165 - | 2004 TZ75              | 6 d'octubre de 2004    | Palomar              | NEAT                      |
| 198166 - | 2004 TP77              | 7 d'octubre de 2004    | Kitt Peak            | Spacewatch                |
| 198167 - | 2004 TO79              | 4 d'octubre de 2004    | Kitt Peak            | Spacewatch                |
| 198168 - | 2004 TM81              | 5 d'octubre de 2004    | Kitt Peak            | Spacewatch                |
| 198169 - | 2004 TM86              | 5 d'octubre de 2004    | Kitt Peak            | Spacewatch                |
| 198170 - | 2004 TQ90              | 5 d'octubre de 2004    | Kitt Peak            | Spacewatch                |
| 198171 - | 2004 TA92              | 5 d'octubre de 2004    | Kitt Peak            | Spacewatch                |
| 198172 - | 2004 TF93              | 5 d'octubre de 2004    | Kitt Peak            | Spacewatch                |
| 198173 - | 2004 TV97              | 5 d'octubre de 2004    | Kitt Peak            | Spacewatch                |
| 198174 - | 2004 TY101             | 6 d'octubre de 2004    | Kitt Peak            | Spacewatch                |
| 198175 - | 2004 TG103             | 6 d'octubre de 2004    | Palomar              | NEAT                      |
| 198176 - | 2004 TK103             | 6 d'octubre de 2004    | Palomar              | NEAT                      |
| 198177 - | 2004 TL103             | 7 d'octubre de 2004    | Anderson Mesa        | LONEOS                    |
| 198178 - | 2004 TL104             | 7 d'octubre de 2004    | Anderson Mesa        | LONEOS                    |
| 198179 - | 2004 TJ106             | 7 d'octubre de 2004    | Socorro              | LINEAR                    |
| 198180 - | 2004 TH107             | 7 d'octubre de 2004    | Socorro              | LINEAR                    |
| 198181 - | 2004 TE108             | 7 d'octubre de 2004    | Socorro              | LINEAR                    |
| 198182 - | 2004 TR108             | 7 d'octubre de 2004    | Socorro              | LINEAR                    |
| 198183 - | 2004 TD109             | 7 d'octubre de 2004    | Anderson Mesa        | LONEOS                    |
| 198184 - | 2004 TU109             | 7 d'octubre de 2004    | Socorro              | LINEAR                    |
| 198185 - | 2004 TC114             | 7 d'octubre de 2004    | Palomar              | NEAT                      |
| 198186 - | 2004 TE114             | 7 d'octubre de 2004    | Palomar              | NEAT                      |
| 198187 - | 2004 TM124             | 7 d'octubre de 2004    | Socorro              | LINEAR                    |
| 198188 - | 2004 TC125             | 7 d'octubre de 2004    | Socorro              | LINEAR                    |
| 198189 - | 2004 TG125             | 7 d'octubre de 2004    | Socorro              | LINEAR                    |
| 198190 - | 2004 TD126             | 7 d'octubre de 2004    | Socorro              | LINEAR                    |
| 198191 - | 2004 TU127             | 7 d'octubre de 2004    | Socorro              | LINEAR                    |
| 198192 - | 2004 TR128             | 7 d'octubre de 2004    | Socorro              | LINEAR                    |
| 198193 - | 2004 TK129             | 7 d'octubre de 2004    | Socorro              | LINEAR                    |
| 198194 - | 2004 TH131             | 7 d'octubre de 2004    | Anderson Mesa        | LONEOS                    |
| 198195 - | 2004 TY133             | 7 d'octubre de 2004    | Palomar              | NEAT                      |
| 198196 - | 2004 TY136             | 8 d'octubre de 2004    | Anderson Mesa        | LONEOS                    |
| 198197 - | 2004 TO137             | 8 d'octubre de 2004    | Anderson Mesa        | LONEOS                    |
| 198198 - | 2004 TZ137             | 8 d'octubre de 2004    | Anderson Mesa        | LONEOS                    |
| 198199 - | 2004 TA138             | 8 d'octubre de 2004    | Anderson Mesa        | LONEOS                    |
| 198200 - | 2004 TX138             | 9 d'octubre de 2004    | Anderson Mesa        | LONEOS                    |